# Katri Daddi, Sampgaon
Katri Daddi là một làng thuộc tehsil Sampgaon, huyện Belgaum, bang Karnataka, Ấn Độ.